# Thika
Thika és una ciutat situada en la Província Central de Kenya, en la carretera A2 Nord-oest de Nairobi, i a la vora del riu Thika. En l'es troben les cascades de Chania i de Thika. Té una població de 102.255 habitants (2006).